# Gabuskulon
Gabuskulon is een bestuurslaag in het regentschap Indramayu van de provincie West-Java, Indonesië. Gabuskulon telt 7214 inwoners (volkstelling 2010).